# Ян Фредро (каштелян)
Ян Фредро (І-ша чверть XVI ст., Перемиська земля — між 8 лютого 1590—7 серпня 1592) — шляхтич, військовик, урядник Королівства Польського (Ягайлонів), Речі Посполитої.

## Життєпис
Один з 4-х синів Францішека Фредра та його дружини Катажини Дершняківни. Був католиком. Про навчання відомостей немає.
Відомим у публічному житті став у другій половині королювання Сигізмунда ІІ Авґуста. Мав певний авторитет, кілька разів сеймик у Вишні обирав його послом на сейм разом з суддею Валентином Оріховським (1564, 1566, 1567, 1569 роки). На сеймі 1569 року виступив проти прийнятого палатою послів проекту рішення щодо унії з ВКЛ через непоширення на них рішення «екзекуційного сейму». Не задовольнився обіцянкою короля приєднання Волині, Підляшшя до Корони. Найчастіше діяв тут у «фарватері» послів Краківського воєводства та Рафала Лещинського. Під час прочитання послом Дрогойовським у палаті послів проекту унії, виправленого ним, переривав читця, вказуючи, що Чарнковський не мав нічого в нього змінювати. Маршалок намагався вирвати проект з рук Дрогойовського, щоб «здрапати» свій внесок, але він не дозволив. У висліді цього текст був надірваний, знову переписаний. Ян Фредро був проти нового варіанту, але за нього проголосували інші; підписав унію 1 липня 1569 року. Під час сейму отримав для себе та підданих з Плешевичів, Бикова від короля право випасу худоби, вирубування дерева в лісах Перемиського староства за 300 кірців вівса.

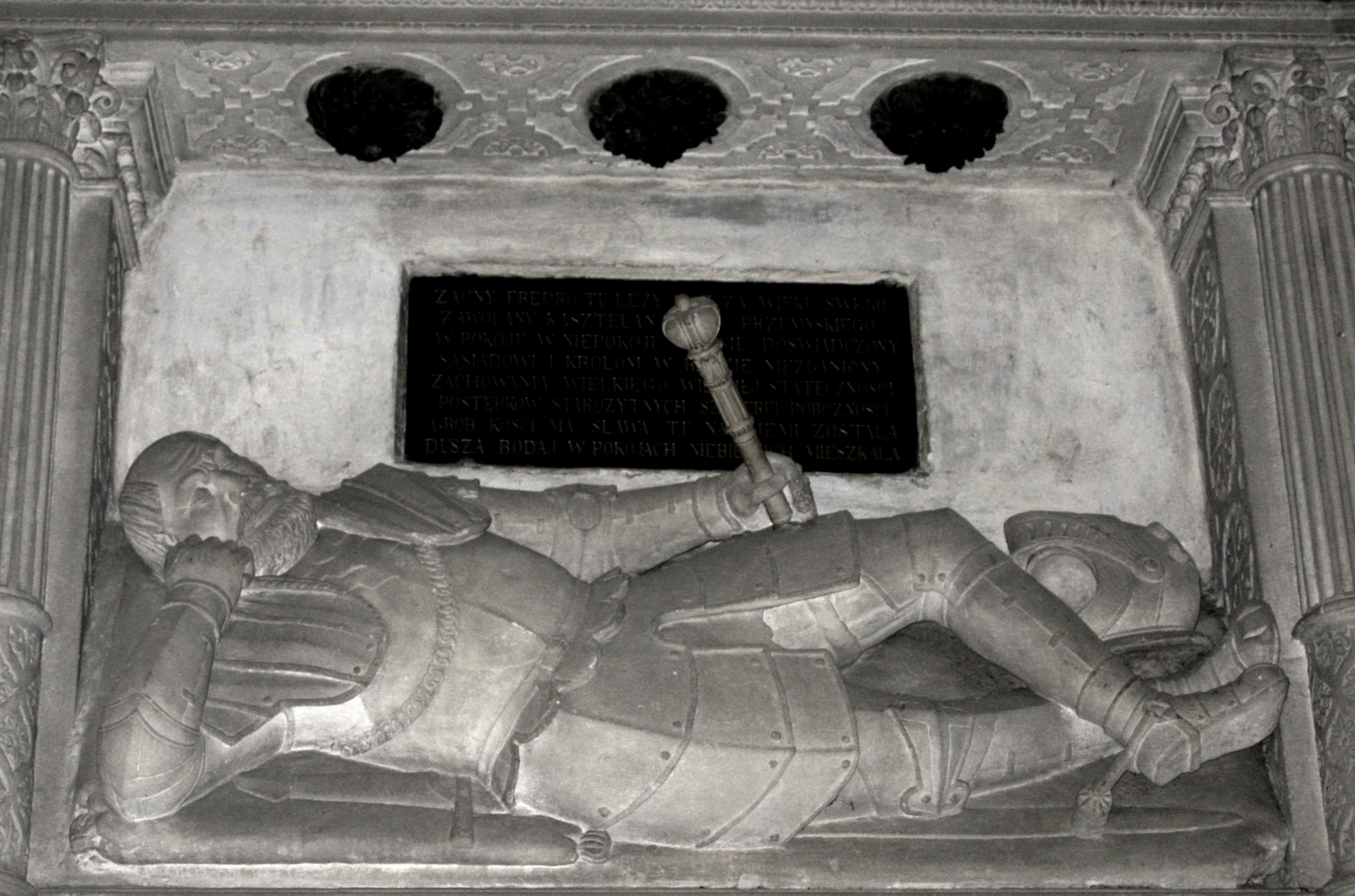
Надгробок Яна фредра у латинській базиліці Перемишля

1578 року став сяноцьким каштеляном після Яна Гербурта. З 1580 року — каштелян перемиський після Павла Коритка. На сеймі 1580 став депутатом для збирання кварти у Раві. На чолі власного збройного почту і шляхти прибув на сеймик у Вишні 8 травня 1587, підписав протест проти ухвал варшавської конвокації. Після обрання 2-х королів став на сторону Сігізмунда ІІІ Вази, на сеймику у Вишні 20 вересня дав згоду на збройний з'їзд у Вісьліці 6 жовтня.
Вкладав власні кошти, надавав підданих для зміцнення замків Львова, Русі проти ймовірного нападу прихильників Максиміліяна Габсбурга, очолюваних снятинським старостою Миколаєм Язловецьким. Сеймик у Вишні 1590 року просив короля повернути йому вкладені кошти.
Був власником родинних Плешевичів, Бикова поблизу Перемишля, державив королівщини.

### Родина
Спочатку був одружений з Пакошевською, дочка Зофія — дружина судді Валентина Оріховського. Друга дружина — з Анна зі Стадніцьких. Мав синів Яна, Павела, Стефана, двох доньок:
- Анна; Каспер Несецький вказував, що її ім'я — Магдалена, вона була дружиною Александера Зборовського[1]
- Дорота.